# Sprężyna (powieść)
Sprężyna – osiemnasta część cyklu powieściowego Jeżycjada Małgorzaty Musierowicz, wydana w 2008 roku. Główną bohaterką jest dziewięcioletnia Łucja Pałys, córka Idy i Marka.

## Opis fabuły
Akcja książki rozgrywa się w Poznaniu i podpoznańskich miejscowościach, rozciąga się od 13 do 20 czerwca 2008. Idzie i Markowi Pałysom rodzi się drugi synek Kazimierz, pieszczotliwie nazywany Ziutkiem, który staje się ulubieńcem Laury. Laura Pyziak zrywa zaręczyny z Wolfgangiem Schoppem, który od 2 lat mieszka w Glasgow. 9-letnia Łucja Pałys postanawia, iż chce zostać spiritus movens – sprężyną wydarzeń, zmienić życie bliskich jej ludzi na lepsze. Swoją pierwszą "interwencję" celuje w ciotkę Gabrielę. Prosi ją, aby zwykle zabiegana i zajęta innymi Gabriela wyjechała gdzieś sama i odpoczęła. Gabriela zamierza spełnić jej prośbę, ale przez niespodziewany splot okoliczności udaje się z synem Ignacym Grzegorzem w odwiedziny na wieś do swojej siostry Patrycji.

Tymczasem Laura jest zakochana w przypadkowo spotkanym nieznajomym. Tropiąc go, dziewczyna dowiaduje się, że obiekt jej uczuć, Adam Fidelis, jest synem właściciela ogrodnictwa "Daglezja", które mieści się opodal domku jej ciotki Patrycji. Laura bezskutecznie stara się zwrócić na siebie uwagę Adama.

Gabriela, wracając do Poznania, ma wypadek samochodowy i trafia do szpitala. Jej obrażenia nie są poważne, choć ma operację. Mila Borejko jest u swojej oraz Ignacego prawnuczki, córki Pyzy, nic nie wiedząc o wypadku córki.
Ignacy Grzegorz wyjeżdża na biwak z kuzynem Józefem i wujkiem Markiem. Początkowo opornie przyzwyczaja się do natury, jednak gdy ratuje Józefa przed utonięciem w jeziorze, jego nastawienie się zmienia.
Łucja prosi Laurę, by ta dała popis wokalny na jej zakończeniu roku szkolnego. Laura początkowo wzbrania się, ale w ostatniej chwili zmienia zdanie i przychodzi na występ. Tam spotyka Adama, który okazuje się znienawidzonym wcześniej z opowieści kuzynki polonistą Łucji. Uczucie między nimi rozkwita pełną mocą, zwłaszcza ku zadowoleniu Ignacego Borejki.

Do Poznania przybywa Magdalena Ogorzałka – prawnuczka profesora Dmuchawca, która ma z nim zamieszkać do czasu, gdy jej rodzice i siostry Marysia i Kasia wrócą z Paryża; Ogorzałkowie pojechali tam z powodu poważnej choroby wzroku Kasi-dziewczynka musiała być operowana.

## Bohaterowie
- Łucja Pałys – 9-letnia córka Idy i Marka Pałysów, siostra Józefa i Kazimierza zwanego Ziutkiem. Niezwykle inteligentna i bystra uczennica 3 klasy szkoły podstawowej, nieco przemądrzała, ale miła dziewczynka o nadzwyczajnym talencie literackim.
- Laura Pyziak – córka Gabrieli Stryby, siostra Róży i Ignacego Grzegorza. Z pozoru kapryśna, złośliwa i humorzasta, ale w środku wrażliwa i łaknąca ciepła studentka Akademii Muzycznej w Poznaniu. Zakochana w Adamie Fidelisie.
- Józef Pałys – 14-letni brat Łucji. Małomówny, bystry i stanowczy. Uważa kuzyna Ignacego Grzegorza za miągwę i słabeusza, który nie potrafi się bić. Zmienia swoje zdanie po tym, jak Ignacy Grzegorz ratuje go od utopienia się w jeziorze.
- Ignacy Grzegorz Stryba – młodszy brat Laury i Pyzy. Bardzo inteligentny i zarozumiały, ale jednocześnie wrażliwy i marzycielski. Ciężko znosi okres dojrzewania i fakt, że nieustannie przegrywa z Józefem. Jego mniemanie o sobie polepsza się, gdy Ignacy ratuje kuzyna przed utonięciem.
- Gabriela Stryba – córka Ignacego Borejki, matka Laury, Róży i Ignacego Grzegorza. Energiczna, wrażliwa i pomocna.
- Ida Pałys – żona Marka, matka Józinka, Łusi i Kazimierza "Ziutka". Dziarska i krytyczna laryngolog.
- Ignacy Borejko – senior rodu Borejków. Mąż Mili. Filolog klasyczny.
- Grzegorz Stryba – mąż Gabrysi, ojciec Ignacego Grzegorza oraz ojczym Laury i Róży.
- Rodzina Górskich – Patrycja Górska wraz z mężem Florkiem i córkami: Norą i Anną.
- Adam Fidelis – polonista Łusi. Wrażliwy, wykształcony, uprzejmy i szarmancki. Pomaga ojcu w firmie ogrodniczej "Daglezja", którą Laura bardzo często odwiedza. Zakochany w Laurze, z wzajemnością.
- Mieczysław Gruszka – pracuje u Huberta Fidelisa w "Daglezji". Wdowiec. Od początku jest nastawiony do Laury negatywnie, uważa ją za dwulicową złodziejkę.
- Hubert Fidelis – schorowany ojciec Adama Fidelisa. Pogodny i ciepły.
- Magdalena Ogorzałka – bliźniaczka Marii Ogorzałkówny, prawnuczka profesora Dmuchawca.
- Marek Pałys – mąż Idy, ojciec Łucji, Kazimierza i Józinka. Pracuje w szpitalu jako neurochirurg.
- Rodzina Rojków – Natalia Rojek wraz z mężem Robertem i synami: Szymonem i Jędrzejem
- profesor Dmuchawiec – wieloletni nauczyciel polonistyki w liceum im.Żeromskiego, uczył m.in. Gabrielę Borejko.
- Aurelia i Konrad Bitnerowie oraz ich córeczka Gabrysia
- Bernard, Paweł i Piotr Żeromscy